# Бедњица
Бедњица је насељено место у саставу града Лепоглаве у Вараждинској жупанији, Хрватска. До територијалне реорганизације у Хрватској налазила се у саставу старе општине Иванец.

## Становништво
На попису становништва 2011. године, Бедњица је имала 209 становника.

## Попис1991.
На попису становништва 1991. године, насељено место Бедњица је имало 216 становника, следећег националног састава:
| Попис 1991.‍ | Попис 1991.‍ | Попис 1991.‍ | Попис 1991.‍ | Попис 1991.‍ |
| ----------- | ----------- | ----------- | ----------- | ----------- |
|             |             |             |             |             |
| Хрвати      | Хрвати      |             | 215         | 99,53%      |
| непознато   | непознато   |             | 1           | 0,46%       |
| укупно: 216 |             |             |             |             |